# Carence en magnésium
La carence en magnésium se réfère à un apport insuffisant en magnésium alimentaire ou à une absorption altérée du magnésium, ce qui peut entraîner de nombreux symptômes et maladies. Il est généralement corrigé par une augmentation du magnésium dans le régime alimentaire, les suppléments oraux, et dans les cas graves, la supplémentation intraveineuse.

## Signes et symptômes
Les symptômes de carence en magnésium comprennent l'hyperexcitabilité, les symptômes musculaires (crampes, tremblements, fasciculations, spasmes, tétanie, faiblesse), la fatigue, la perte d'appétit, l'apathie, la confusion, l'insomnie, l'irritabilité, une mémoire insuffisante et une capacité d'apprentissage réduite. La carence en magnésium modérée à sévère peut causer des picotements ou engourdissements, changements cardiaques, rythme cardiaque rapide, contractions musculaires continues, nausées, vomissements, changements de personnalité, délire, hallucinations, faibles niveaux de calcium, faible taux sérique de potassium, rétention de sodium, faibles taux circulants d'hormone parathyroïdique (PTH), et potentiellement la mort d'une insuffisance cardiaque. Le magnésium joue un rôle important dans le métabolisme des glucides et sa carence peut aggraver la résistance à l'insuline, une condition qui précède souvent le diabète, ou peut être une conséquence de la résistance à l'insuline. 
La carence en magnésium peut causer de la spasmophilie. 

## Causes
Les causes de la carence en magnésium comprennent l'alimentation, l'abus d'alcool, le stress chronique, le diabète mal contrôlé, les vomissements excessifs ou chroniques et / ou la diarrhée. Le phytate ou l'oxalate dans le régime alimentaire peuvent se lier au magnésium, ce qui le fait éliminer plutôt qu'il n'est absorbé dans le côlon. Certains médicaments peuvent épuiser les niveaux de magnésium tels que les diurétiques osmotiques, le cisplatine, la ciclosporine, les amphétamines et, éventuellement, les inhibiteurs de la pompe à protons. Une carence peut également survenir dans le syndrome de Bartter ou le syndrome de Gitelman.
Le calcium inhibant l'absorption du magnésium, la prise de compléments alimentaires de calcium peut entrainer une carence en magnesium. Une augmentation de l'apport alimentaire de calcium et phosphore entraîne une augmentation des besoins de magnésium, et peut aggraver une carence en magnésium. 
Rarement, une cause génétique peut exister : un mutation du gène CNNM2 empêche ainsi la réabsorbtion du magnésium par les reins. 

## Physiopathologie
Le magnésium est un co-facteur dans plus de 300 fonctions dans le corps qui régule de nombreux types de réactions biochimiques. Il est impliqué dans la synthèse des protéines, le fonctionnement des muscles et des nerfs, le développement des os, la production d'énergie, le maintien du rythme cardiaque normal, et la régulation du glucose et de la pression artérielle, entre autres rôles importants. La faible consommation de magnésium au fil du temps peut augmenter le risque de maladies, y compris l'hypertension et les maladies cardiaques, le diabète sucré de type 2, l'ostéoporose et les migraines.

## Diagnostic
Le dosage du magnésium sérique est inutile car l'interprétation des niveaux de magnésium est difficile, et le magnésium sérique est un index inexact.
Le magnésium sérique ne réflète pas le magnésium intracellulaire, le magnésium intracellulaire constituant plus de 99% du magnésium corporel total, la plupart des cas de carence en magnésium ne sont pas diagnostiquées.  L'exactitude du test sanguin de magnésium sérique en tant qu'indicateur de la suffisance globale du magnésium est contestée en raison des affirmations selon lesquelles le pourcentage total de magnésium stocké librement dans le sang est inférieur à 1 %.
Le dosage du magnésium dans les urines permet de distinguer certaines causes, consistant en une fuite de cet électrolyte dans les urines. Ce dosage est également le reflet de l'apport quotidien de magnésium dans l'alimentation.

## Traitement
La carence en magnésium peut être traitée par voie orale via des compléments ou par voie intraveineuse.
Elle peut également être traitée en utilisant un nébuliseur rempli de sulfate de magnésium ou de chlorure de magnésium dissous dans l'eau. La nébulisation a l'avantage de prendre effet en quelques minutes, soulageant la douleur musculaire, la tension ou les difficultés respiratoires. Les nébuliseurs peuvent être achetés sans ordonnance au Royaume-Uni, tout comme le sulfate de magnésium et le chlorure de magnésium. Pour ceux qui ont besoin de doses fréquentes, un nébuliseur portatif alimenté par batterie est utile bien qu'il soit plus coûteux et plus susceptible de se décomposer que les nébuliseurs de type ancien.
L'hypomagnésémie sévère est souvent traitée médicalement avec une solution intraveineuse ou intramusculaire de sulfate de magnésium, qui est complètement biodisponible et efficace.
Les sources alimentaires de magnésium comprennent les légumes verts à feuilles, le soja, les noix et les fruits.

## Epidémiologie
57 % de la population des États-Unis ne répond pas à l'apport alimentaire de magnésium conseillé. Les reins sont très efficaces pour maintenir les niveaux corporels, sauf dans les cas où le régime est déficient en raison de l'utilisation de certains médicaments tels que les inhibiteurs de la pompe à protons ou l'alcoolisme chronique.